# Carbinea robertsi
Espèce
Carbinea robertsi est une espèce d'araignées aranéomorphes de la famille des Stiphidiidae.

## Distribution
Cette espèce est endémique du Queensland en Australie. Elle se rencontre sur le mont Lewis.

## Description
La carapace de la femelle holotype mesure 1,9 mm de long sur 1,4 mm de large, son abdomen 2,1 mm de long. La carapace du mâle paratype mesure 1,7 mm de long sur 1,3 mm de large, son abdomen 1,8 mm de long.

## Étymologie
Cette espèce est nommée en l'honneur de Lewis Roberts, naturaliste au Muséum du Queensland.

## Publication originale
- Davies, 1999 : Carbinea, a new spider genus from north Queensland, Australia (Araneae, Amaurobioidea, Kababininae). Journal of Arachnology, vol. 27, p. 25-36 (texte intégral).